# Datnów (stacja kolejowa)
Datnów (lit. Dotnuva, ros. Датновъ, Дотнува) – stacja kolejowa w miejscowości Akademija i w pobliżu miejscowości Datnów, w rejonie kiejdańskim, w okręgu kowieńskim, na Litwie. Położona jest na linii Koszedary – Radziwiliszki.

## Historia
Stacja Datnów została otwarta w XIX w. na drodze żelaznej libawsko-romeńskiej, pomiędzy stacjami Bejsagoła i Kiejdany.